# Karl-Erling Trogen
Karl-Erling Trogen, född 1946, är en svensk företagsledare. Trogen har en civilingenjörsexamen från Chalmers tekniska högskola. Han var verksam inom Volvokoncernen 1971–2005 varav som VD för Volvo Lastvagnar 1994–2000. 
2012 utsågs Trogen till styrelseordförande i National Electric Vehicle Sweden AB (NEVS), ett företag som förvärvat huvuddelen av tillgångarna i Saab Automobile AB från konkursboet och avsåg att starta en ny verksamhet vid Saab i Trollhättan, helt inriktad på produktion av elbilar.